# Karlebotn
Karlebotn (nordsamiska: Stuorravuonna) är en ort i Nesseby kommun i Finnmark fylke i norra Norge. Namnet på norska kan komma från nordsamiska Gállásiidbáiki, som i sin tur kommer från gállis ("kall") och báiki ("plats"). Det kan också komma av att kareler antas ha invandrat till området vid fjorden Karlbotn redan under 1200-talet, när mongolerna invaderade Ryssland.
Byn ligger vid södra stranden av den innersta delen av Varangerfjorden, omkring åtta kilometer från Varangerbotn. Inklusive bosättningen Sirddagohppi ett par kilometer söderut hade Karlebotn 118 invånare den 1 januari 2017.
Europaväg 6 passerar en kilometer väster om Karlebotn.

## Karlebotn internatskola
Karlebotn hade ett av de statliga skolinternaten i Finnmark. Den ursprungliga internatskolan byggdes 1934 och brändes av den tyska armén vid dess reträtt från Finnmark 1944. En ny skola togs i bruk 1952 och byggdes ut fram till 1966.
I byggnaderna fanns senare en kommunal grundskola med utbildning i klasserna fem–tio. Denna skola lades ned i början av 2010-talet, då kommunens grundskoleutbildning koncentrerades till Nesseby oppvekstsenter i Varangerbotn.
Nesseby kommun sålde 2013 skolbyggnaderna med en yta på 4.000 kvadratmeter.

## Bigganjarggatilliten
I Oaibáhčannjárga, omkring tre kilometer öster om Karlebotn, finns Bigganjarggatilliten (Reuschs morän), en kulturminnesmärkt formation av tillit, det vill säga litifierad morän. Denna formation har ansetts vara från Varangeristiden och omkring 600 miljoner år gammal.

## Karlbotn marknad
Från 1688 hölls i Reppen, strax väster om byn, Karlebotn vintermarknad i slutet av november eller början av december. Den upphörde genom myndighetsbeslut 1899. 0msättningen på marknaden var i början av 1890-talet drygt l7.000 norska kronor. Det som framför allt såldes var renkött, renhudar, renhorn, smör, rävskinn, ripor och senor av komagar.

## Karlebotnboplatserna
Vid Karlebotn finns på tre platser boplatser av stenålderstyp, vilka dels är från Komsakulturen, dels från yngre stenålder. På strandhyllan finns på Gropbakkengen omkring 90 husgrunder, vilka ligger i runda gropar i två-tre rader. Platsen ligger idag omkring 25 meter över havet, men har på stenåldern legat vid havsstranden. 

## Att läsa vidare
- Berit Noste: Karlebotn skole og internat : 1952–2002: glimt fra Nesseby kommunes skolehistorie fra 1700 til i dag, Nesseby kommun, 2002 eller senare